# یوجی ناکازاوا
یوجی ناکازاوا (به انگلیسی: Yuji Nakazawa) بازیکن فوتبال اهل ژاپن و عضو تیم ملی فوتبال ژاپن است که در تاریخ ۰۸ سپتامبر ۱۹۹۹ میلادی اولین بازی ملی‌اش را انجام داد. او در ۱۱۰ بازی ملی حضور داشت و آخرین بازی ملی خود را در تاریخ ۴ سپتامبر ۲۰۱۰ میلادی انجام داد. یوجی ناکازاوا در بازی‌های ملی‌اش
۱۷ گل به ثمر رساند.